# CONCACAF Nations League A 2022–23
CONCACAF Nations League A 2022–23 là hạng đấu cao nhất của CONCACAF Nations League 2022–23, mùa thứ hai của giải đấu. League A quy tụ 12 đội bóng hàng đầu của CONCACAF tranh tài để chọn ra top 4 đội xuất sắc nhất. Vòng bảng được diễn ra từ ngày 2 tháng 6 năm 2022 đến ngày 28 tháng 3 năm 2023.
Vòng chung kết CONCACAF Nations 2022–23 được tổ chức vào tháng 6 năm 2023 với 4 đội xuất sắc nhất đến từ League A. Các trận đấu đều diễn ra trên Sân vận động Allegiant ở Paradise (Nevada, Hoa Kỳ).
4 đội giành quyền vào vòng chung kết CONCACAF Nations 2022–23 cũng chính là 4 đội ở League A giành quyền tham dự Cúp Vàng CONCACAF 2023.
Hoa Kỳ đã giành chức vô địch lần thứ hai, sau khi đánh bại Canada 2–0 ở trận chung kết.

## Thể thức
League A bao gồm 12 đội. Giải đấu được chia thành 4 bảng (mỗi bảng có 3 đội). Các đội thi đấu theo thể thức vòng tròn tính điểm, sân nhà và sân khách trong suốt giai đoạn vòng bảng, với các trận đấu diễn ra trong thời gian thi đấu chính thức của FIFA vào tháng 6 năm 2022 và tháng 3 năm 2023. 3 đội đầu bảng cùng một đội nhì bảng xuất sắc nhất đủ điều kiện tham dự Vòng chung kết. Do thay đổi thể thức nên mùa giải này không có đội nào ở League A xuống hạng.

### Sự thay đổi các đội
Sau đây là những thay đổi về đội của League A từ CONCACAF Nations League 2019–20:
| Thăng hạng từ Nations League B               |
| -------------------------------------------- |
| - El Salvador - Grenada - Jamaica - Suriname |

| Xuống hạng đến Nations League B               |
| --------------------------------------------- |
| - Bermuda - Cuba - Haiti - Trinidad và Tobago |

### Seeding
Lễ bốc thăm vòng giải đấu diễn ra tại Miami (Florida, Hoa Kỳ) vào ngày 4 tháng 4 năm 2022 lúc 19h (theo giờ EDT). Mỗi bảng ở các League được bốc thăm bằng cách lựa chọn các đội từ nhóm 1 đến nhóm 3. Quy trình tương tự được thực hiện cho các bảng còn lại. Các đội được xếp hạt giống vào các nhóm theo Bảng xếp hạng CONCACAF.
| Đội        | Điểm  | Hạng |
| ---------- | ----- | ---- |
| México     | 2,020 | 1    |
| Hoa Kỳ     | 1,917 | 2    |
| Canada     | 1,821 | 3    |
| Costa Rica | 1,805 | 4    |

| Đội         | Điểm  | Hạng |
| ----------- | ----- | ---- |
| Panama      | 1,624 | 5    |
| Jamaica     | 1,471 | 6    |
| El Salvador | 1,390 | 9    |
| Honduras    | 1,350 | 10   |

| Đội        | Điểm  | Hạng |
| ---------- | ----- | ---- |
| Martinique | 1,252 | 11   |
| Curaçao    | 1,249 | 12   |
| Suriname   | 1,089 | 15   |
| Grenada    | 834   | 25   |

## Các bảng đấu
Lch thi đấu đã được CONCACAF xác nhận vào ngày 6 tháng 4 năm 2022.
Tất cả trận đấu đều diễn ra theo Giờ EDT (UTC−4) do CONCACAF liệt kê (nếu khác sẽ được chú thích trong ngoặc đơn).

### Bảng A
| VT | Đội      | ST | T | H | B | BT | BB | HS | Đ | Giành quyền tham dự                 |  | México | Jamaica | Suriname |
| -- | -------- | -- | - | - | - | -- | -- | -- | - | ----------------------------------- |  | ------ | ------- | -------- |
| 1  | México   | 4  | 2 | 2 | 0 | 8  | 3  | +5 | 8 | Vòng chung kết và Cúp Vàng CONCACAF |  |        | 2–2     | 3–0      |
| 2  | Jamaica  | 4  | 1 | 3 | 0 | 7  | 5  | +2 | 6 | Cúp Vàng CONCACAF                   |  | 1–1    |         | 3–1      |
| 3  | Suriname | 4  | 0 | 1 | 3 | 2  | 9  | −7 | 1 | Vòng loại Cúp Vàng CONCACAF         |  | 0–2    | 1–1     |          |

| Suriname          | 1–1      | Jamaica       |
| ----------------- | -------- | ------------- |
| Knight 84' (l.n.) | Chi tiết | Flemmings 39' |

| Jamaica                                      | 3–1      | Suriname      |
| -------------------------------------------- | -------- | ------------- |
| - Morrison 16' - Flemmings 43' - J. Lowe 70' | Chi tiết | Wildschut 21' |

| México                                          | 3–0      | Suriname |
| ----------------------------------------------- | -------- | -------- |
| - Reyes 4' - Martín 40' (ph.đ.) - Sánchez 90+4' | Chi tiết |          |

| Jamaica   | 1–1      | México     |
| --------- | -------- | ---------- |
| Bailey 4' | Chi tiết | Romo 45+3' |

| Suriname | 0–2      | México                               |
| -------- | -------- | ------------------------------------ |
|          | Chi tiết | - Vásquez 64' - Dankerlui 82' (l.n.) |

| México                              | 2–2      | Jamaica                                  |
| ----------------------------------- | -------- | ---------------------------------------- |
| - Pineda 17' - Lozano 45+2' (ph.đ.) | Chi tiết | - Decordova-Reid 8' - Álvarez 33' (l.n.) |

### Bảng B
| VT | Đội        | ST | T | H | B | BT | BB | HS | Đ  | Giành quyền tham dự                 |  | Panama | Costa Rica | Martinique |
| -- | ---------- | -- | - | - | - | -- | -- | -- | -- | ----------------------------------- |  | ------ | ---------- | ---------- |
| 1  | Panama     | 4  | 3 | 1 | 0 | 8  | 0  | +8 | 10 | Vòng chung kết và Cúp Vàng CONCACAF |  |        | 2–0        | 5–0        |
| 2  | Costa Rica | 4  | 2 | 0 | 2 | 4  | 4  | 0  | 6  | Cúp Vàng CONCACAF                   |  | 0–1    |            | 2–0        |
| 3  | Martinique | 4  | 0 | 1 | 3 | 1  | 9  | −8 | 1  | Vòng loại Cúp Vàng CONCACAF         |  | 0–0    | 1–2        |            |

| Panama                    | 2–0      | Costa Rica |
| ------------------------- | -------- | ---------- |
| - Díaz 52' - Waterman 75' | Chi tiết |            |

| Costa Rica                 | 2–0      | Martinique |
| -------------------------- | -------- | ---------- |
| - Campbell 28' - Calvo 88' | Chi tiết |            |

| Panama                                                               | 5–0      | Martinique |
| -------------------------------------------------------------------- | -------- | ---------- |
| - Torres 6' - Vitulin 15' (l.n.) - Escobar 56' - Bárcenas 85', 90+3' | Chi tiết |            |

| Martinique | 0–0      | Panama |
| ---------- | -------- | ------ |
|            | Chi tiết |        |

| Martinique | 1–2      | Costa Rica                     |
| ---------- | -------- | ------------------------------ |
| Biron 18'  | Chi tiết | - Suárez 88' - Contreras 90+2' |

| Costa Rica | 0–1      | Panama      |
| ---------- | -------- | ----------- |
|            | Chi tiết | Fajardo 77' |

### Group C
| VT | Đội      | ST | T | H | B | BT | BB | HS | Đ | Giành quyền tham dự                 |  | Canada | Honduras | Curaçao |
| -- | -------- | -- | - | - | - | -- | -- | -- | - | ----------------------------------- |  | ------ | -------- | ------- |
| 1  | Canada   | 4  | 3 | 0 | 1 | 11 | 3  | +8 | 9 | Vòng chung kết và Cúp Vàng CONCACAF |  |        | 4–1      | 4–0     |
| 2  | Honduras | 4  | 2 | 0 | 2 | 5  | 7  | −2 | 6 | Cúp Vàng CONCACAF                   |  | 2–1    |          | 1–2     |
| 3  | Curaçao  | 4  | 1 | 0 | 3 | 2  | 8  | −6 | 3 | Vòng loại Cúp Vàng CONCACAF         |  | 0–2    | 0–1      |         |

| Curaçao | 0–1      | Honduras  |
| ------- | -------- | --------- |
|         | Chi tiết | Pinto 23' |

| Honduras     | 1–2      | Curaçao                            |
| ------------ | -------- | ---------------------------------- |
| Quioto 90+4' | Chi tiết | - L. Bacuna 34' - Van den Hurk 82' |

| Canada                                                  | 4–0      | Curaçao |
| ------------------------------------------------------- | -------- | ------- |
| - Davies 27' (ph.đ.), 71' - Vitória 42' - Cavallini 85' | Chi tiết |         |

| Honduras                     | 2–1      | Canada    |
| ---------------------------- | -------- | --------- |
| - K. López 13' - Arriaga 78' | Chi tiết | David 86' |

| Curaçao | 0–2      | Canada                  |
| ------- | -------- | ----------------------- |
|         | Chi tiết | - David 23' - Larin 43' |

| Canada                                   | 4–1      | Honduras     |
| ---------------------------------------- | -------- | ------------ |
| - Larin 9', 12' - David 50' - Osorio 80' | Chi tiết | Benguché 73' |

### Group D
| VT | Đội         | ST | T | H | B | BT | BB | HS  | Đ  | Giành quyền tham dự                 |  | Hoa Kỳ | El Salvador | Grenada |
| -- | ----------- | -- | - | - | - | -- | -- | --- | -- | ----------------------------------- |  | ------ | ----------- | ------- |
| 1  | Hoa Kỳ      | 4  | 3 | 1 | 0 | 14 | 2  | +12 | 10 | Vòng chung kết và Cúp Vàng CONCACAF |  |        | 1–0         | 5–0     |
| 2  | El Salvador | 4  | 1 | 2 | 1 | 6  | 5  | +1  | 5  | Cúp Vàng CONCACAF                   |  | 1–1    |             | 3–1     |
| 3  | Grenada     | 4  | 0 | 1 | 3 | 4  | 17 | −13 | 1  | Vòng loại Cúp Vàng CONCACAF         |  | 1–7    | 2–2         |         |

| El Salvador                             | 3–1      | Grenada    |
| --------------------------------------- | -------- | ---------- |
| - Bonilla 2', 43' - Paterson 55' (l.n.) | Chi tiết | McQueen 4' |

| Grenada                               | 2–2      | El Salvador                   |
| ------------------------------------- | -------- | ----------------------------- |
| - Berkeley-Agyepong 29' - Charles 54' | Chi tiết | - Larín 35' (ph.đ.) - Gil 88' |

| Hoa Kỳ                                      | 5–0      | Grenada |
| ------------------------------------------- | -------- | ------- |
| - Ferreira 43', 54', 56', 78' - Arriola 62' | Chi tiết |         |

| El Salvador | 1–1      | Hoa Kỳ       |
| ----------- | -------- | ------------ |
| Larín 35'   | Chi tiết | Morris 90+1' |

| Grenada       | 1–7      | Hoa Kỳ                                                                         |
| ------------- | -------- | ------------------------------------------------------------------------------ |
| Hippolyte 32' | Chi tiết | - Pepi 4', 53' - Aaronson 20' - McKennie 31', 34' - Pulisic 49' - Zendejas 72' |

| Hoa Kỳ   | 1–0      | El Salvador |
| -------- | -------- | ----------- |
| Pepi 62' | Chi tiết |             |

## Vòng chung kết

### Hạt giống
Bốn đội được xếp hạng dựa trên kết quả của họ ở vòng bảng để xác định các trận bán kết. Hạt giống thứ nhất đấu với hạt giống thứ tư và hạt giống thứ hai đấu với hạt giống thứ ba.
| Hạt giống | Bg | Đội        | ST | T | H | B | BT | BB | HS  | Đ  |
| --------- | -- | ---------- | -- | - | - | - | -- | -- | --- | -- |
| 1         | D  | Hoa Kỳ (H) | 4  | 3 | 1 | 0 | 14 | 2  | +12 | 10 |
| 2         | B  | Panama     | 4  | 3 | 1 | 0 | 8  | 0  | +8  | 10 |
| 3         | C  | Canada     | 4  | 3 | 0 | 1 | 11 | 3  | +8  | 9  |
| 4         | A  | México     | 4  | 2 | 2 | 0 | 8  | 3  | +5  | 8  |

### Sơ đồ
|  | Bán kết               | Bán kết |                       |   | Chung kết | Chung kết |
|  |                       |         |                       |   |           |           |
|  | 15 tháng 6 – Paradise |         |                       |   |           |           |
|  |                       |         |                       |   |           |           |
|  | Panama                | 0       |                       |   |           |           |
|  | Panama                | 0       | 18 tháng 6 – Paradise |   |           |           |
|  | Canada                | 2       |                       |   |           |           |
|  | Canada                | 2       | Canada                | 0 |           |           |
|  | 15 tháng 6 – Paradise |         | Canada                | 0 |           |           |
|  |                       | Hoa Kỳ  | 2                     |   |           |           |
|  | Hoa Kỳ                | Hoa Kỳ  | 2                     | 3 |           |           |
|  | Hoa Kỳ                |         |                       | 3 |           |           |
|  | México                | 0       |                       |   |           |           |
|  | México                | 0       | Tranh hạng ba         |   |           |           |
|  |                       |         |                       |   |           |           |
|  | 18 tháng 6 – Paradise |         |                       |   |           |           |
|  |                       |         |                       |   |           |           |
|  | Panama                | 0       |                       |   |           |           |
|  | Panama                | 0       |                       |   |           |           |
|  | México                | 1       |                       |   |           |           |

Tất cả trận đấu diễn ra theo Múi giờ Thái Bình Dương (UTC−7).

### Bán kết
| Panama | 0–2      | Canada                   |
| ------ | -------- | ------------------------ |
|        | Chi tiết | - David 25' - Davies 70' |

| Hoa Kỳ                        | 3–0      | México |
| ----------------------------- | -------- | ------ |
| - Pulisic 37', 46' - Pepi 79' | Chi tiết |        |

### Tranh hạng ba
| Panama | 0–1      | México        |
| ------ | -------- | ------------- |
|        | Chi tiết | - Gallardo 4' |

### Chung kết
| Canada | 0–2      | Hoa Kỳ                       |
| ------ | -------- | ---------------------------- |
|        | Chi tiết | - Richards 12' - Balogun 34' |

## Thống kê

### Cầu thủ ghi bàn
Đã có 80 bàn thắng ghi được trong 28 trận đấu, trung bình 2.86 bàn thắng mỗi trận đấu.
4 bàn thắng
- Jonathan David
- Jesús Ferreira
- Ricardo Pepi

3 bàn thắng
- Alphonso Davies
- Cyle Larin
- Christian Pulisic

2 bàn thắng
- Nelson Bonilla
- Alexander Larín
- Junior Flemmings
- Yoel Bárcenas
- Weston McKennie

1 bàn thắng
- Lucas Cavallini
- Jonathan Osorio
- Steven Vitória
- Francisco Calvo
- Joel Campbell
- Anthony Contreras
- Aarón Suárez
- Leandro Bacuna
- Anthony van den Hurk
- Cristian Gil
- Jacob Berkeley-Agyepong
- Jamal Charles
- Myles Hippolyte
- Alexander McQueen
- Kervin Arriaga
- Jorge Benguché
- Kevin López
- José Pinto
- Romell Quioto
- Leon Bailey
- Bobby Decordova-Reid
- Jamal Lowe
- Ravel Morrison
- Mickaël Biron
- Jesús Gallardo
- Hirving Lozano
- Henry Martín
- Orbelín Pineda
- Israel Reyes
- Luis Romo
- Érick Sánchez
- Johan Vásquez
- Ismael Díaz
- Fidel Escobar
- José Fajardo
- Gabriel Torres
- Cecilio Waterman
- Yanic Wildschut
- Brenden Aaronson
- Paul Arriola
- Folarin Balogun
- Jordan Morris
- Chris Richards
- Alejandro Zendejas

1 bàn phản lưới nhà
- A. J. Paterson (against El Salvador)
- Amal Knight (against Suriname)
- Karl Vitulin (against Panama)
- Edson Álvarez (against Jamaica)
- Damil Dankerlui (against Mexico)

### Đội hình xuất sắc nhất
CONCACAF công bố đội hình sau đây là đội hình xuất sắc nhất của League A sau khi kết thúc vòng bảng.
| Thủ môn          | Hậu vệ                                    | Tiền vệ                                                              | Tiền đạo                                     |
| ---------------- | ----------------------------------------- | -------------------------------------------------------------------- | -------------------------------------------- |
| Yannis Clementia | Bryan Tamacas Fidel Escobar Auston Trusty | Christian Pulisic Jonathan Osorio Adalberto Carrasquilla Ismaël Koné | Cyle Larin Bobby Decordova-Reid Ricardo Pepi |